# Evelina Settlin
Evelina Settlin (* 5. Juni 1992) ist eine ehemalige schwedische Skilangläuferin. 

## Werdegang
Settlin nahm bis 2012 an Juniorenrennen teil. Von 2012 bis 2021 trat sie vorwiegend beim Skilanglauf-Scandinavian-Cup an. Dabei kam sie viermal auf den dritten Platz und einmal auf den zweiten Platz und errang in der Saison 2014/15 den neunten Platz in der Gesamtwertung. Bei den Juniorenweltmeisterschaften 2012 in Erzurum gewann sie Silber im Sprint und mit der Staffel. Ihr erstes Weltcuprennen lief sie im März 2012 in Drammen, welches sie mit dem 47. Platz im Sprint beendete. Ihre ersten Weltcuppunkte holte sie bei der Tour de Ski 2013/14, die sie mit dem 38. Platz in der Gesamtwertung abschloss. Zu Beginn der Saison 2015/16 erreichte sie bei der Nordic Opening in Ruka, die sie vorzeitig beendete, mit dem neunten Platz im Sprint ihre bis dahin beste Einzelplatzierung im Weltcup. Im weiteren Saisonverlauf kam sie siebenmal in die Punkteränge. Bei der Tour de Ski 2016 errang sie den 33. Platz und belegte zum Saisonende den 50. Platz im Gesamtweltcup. Bei der Tour de Ski 2016/17 belegte sie den 25. Platz. In der Saison 2017/18 lief sie beim Ruka Triple auf den 23. Platz und bei der Tour de Ski 2017/18 auf den 28. Rang.
In der folgenden Saison belegte Settlin den 17. Platz beim Lillehammer Triple und den 19. Rang beim Weltcupfinale in Québec. Zudem erreichte sie in Lahti mit dem dritten Platz zusammen mit Hanna Falk und in Ulricehamn mit dem zweiten Rang mit der Staffel ihre ersten Podestplatzierungen im Weltcup sowie in Lillehammer mit dem vierten Platz im Sprint ihre beste Platzierung im Weltcupeinzel. Bei den nordischen Skiweltmeisterschaften 2019 in Seefeld in Tirol kam sie auf den 13. Platz im Skiathlon. Die Saison beendete sie auf dem 24. Platz im Gesamtweltcup und jeweils auf dem 22. Rang im Distanzweltcup und Sprintweltcup. In der Saison 2019/20 wurde sie in Dresden zusammen mit Linn Sömskar Dritte im Teamsprint. Letztmals im Weltcup startete sie im März 2022 in Falun, wobei sie den 44. Platz im Sprint errang.

## Platzierungen im Weltcup

### Weltcup-Statistik
Die Tabelle zeigt die erreichten Platzierungen im Einzelnen.
- 1.–3. Platz: Anzahl der Podiumsplatzierungen
- Top 10: Anzahl der Platzierungen unter den ersten zehn
- Punkteränge: Anzahl der Platzierungen innerhalb der Punkteränge
- Starts: Anzahl gelaufener Rennen in der jeweiligen Disziplin
- Hinweis: Bei den Distanzrennen erfolgt die Einordnung gemäß FIS.

| Platzierung         | Distanzrennen a | Distanzrennen a | Distanzrennen a | Distanzrennen a | Distanzrennen a | Skiathlon Verfolgung | Sprint | Etappen- rennen b | Gesamt | Team   | Team    |
| Platzierung         | ≤ 5 km          | ≤ 10 km         | ≤ 15 km         | ≤ 30 km         | > 30 km         | Skiathlon Verfolgung | Sprint | Etappen- rennen b | Gesamt | Sprint | Staffel |
| ------------------- | --------------- | --------------- | --------------- | --------------- | --------------- | -------------------- | ------ | ----------------- | ------ | ------ | ------- |
| 1. Platz            |                 |                 |                 |                 |                 |                      |        |                   |        |        |         |
| 2. Platz            |                 |                 |                 |                 |                 |                      |        |                   |        |        | 1       |
| 3. Platz            |                 |                 |                 |                 |                 |                      |        |                   |        | 2      |         |
| Top 10              |                 |                 |                 | 1               |                 |                      | 3      |                   | 4      | 2      | 3       |
| Punkteränge         | 4               | 14              | 2               | 1               |                 | 5                    | 20     | 6                 | 52     | 2      | 3       |
| Starts              | 7               | 27              | 5               | 2               | 1               | 18                   | 30     | 8                 | 98     | 2      | 3       |
| Stand: Karriereende |                 |                 |                 |                 |                 |                      |        |                   |        |        |         |

### Weltcup-Gesamtplatzierungen
| Saison  | Gesamt | Gesamt | Distanz | Distanz | Sprint | Sprint |
| Saison  | Punkte | Platz  | Punkte  | Platz   | Punkte | Platz  |
| ------- | ------ | ------ | ------- | ------- | ------ | ------ |
| 2013/14 | 28     | 90.    | -       | -       | 28     | 59.    |
| 2014/15 | 7      | 110.   | -       | -       | 7      | 69.    |
| 2015/16 | 67     | 50.    | 31      | 44.     | 36     | 42.    |
| 2016/17 | 102    | 50.    | 63      | 38.     | 15     | 60.    |
| 2017/18 | 124    | 49.    | 30      | 58.     | 66     | 32.    |
| 2018/19 | 332    | 24.    | 147     | 22.     | 133    | 22.    |
| 2019/20 | 60     | 59.    | 15      | 61.     | 29     | 47.    |
| 2020/21 | 9      | 103.   | 9       | 68.     | -      | -      |